# Eleições autárquicas portuguesas de 1982 no distrito de Santarém
| Eleições autárquicas portuguesas de 1982 Distritos: Aveiro \| Beja \| Braga \| Bragança \| Castelo Branco \| Coimbra \| Évora \| Faro \| Guarda \| Leiria \| Lisboa \| Portalegre \| Porto \| Santarém \| Setúbal \| Viana do Castelo \| Vila Real \| Viseu \| Açores \| Madeira |

## Resultados por concelho
Os resultados nos concelhos do distrito de Santarém foram os seguintes:

### Abrantes
| Partido                 | Partido                   | Votos  | %               | +/-  | Vereadores | +/-     |
| ----------------------- | ------------------------- | ------ | --------------- | ---- | ---------- | ------- |
|                         | Partido Socialista        | 10 395 | 42,90 / 100,00  | 4,04 | 4 / 7      | 1       |
|                         | Aliança Democrática       | 7 776  | 32,10 / 100,00  | -    | 2 / 7      | -       |
|                         | Aliança Povo Unido        | 4 312  | 17,80 / 100,00  | 1,80 | 1 / 7      | 1       |
|                         | União Democrática Popular | 516    | 2,13 / 100,00   | 0,84 | 0 / 7      | Estável |
| Votos Inválidos         | Votos Inválidos           | 1 229  | 5,07 / 100,00   | 0,76 |            |         |
| Total                   | Total                     | 24 228 | 100,00 / 100,00 |      | 7 / 7      |         |
| Eleitorado/Participação | Eleitorado/Participação   | 41 651 | 58,17 / 100,00  | 7,02 |            |         |

### Alcanena
| Partido                 | Partido                 | Votos  | %               | +/-  | Vereadores | +/-     |
| ----------------------- | ----------------------- | ------ | --------------- | ---- | ---------- | ------- |
|                         | Partido Socialista      | 3 632  | 44,87 / 100,00  | 8,58 | 3 / 7      | Estável |
|                         | Aliança Democrática     | 2 890  | 35,70 / 100,00  | 7,19 | 3 / 7      | Estável |
|                         | Aliança Povo Unido      | 1 159  | 14,32 / 100,00  | 3,94 | 1 / 7      | Estável |
| Votos Inválidos         | Votos Inválidos         | 414    | 5,11 / 100,00   | 2,55 |            |         |
| Total                   | Total                   | 8 095  | 100,00 / 100,00 |      | 7 / 7      |         |
| Eleitorado/Participação | Eleitorado/Participação | 10 895 | 74,30 / 100,00  | 3,11 |            |         |

### Almeirim
| Partido                 | Partido                 | Votos  | %               | +/-  | Vereadores | +/-     |
| ----------------------- | ----------------------- | ------ | --------------- | ---- | ---------- | ------- |
|                         | Partido Socialista      | 6 121  | 51,80 / 100,00  | 0,59 | 4 / 7      | Estável |
|                         | Aliança Povo Unido      | 2 867  | 24,26 / 100,00  | 0,76 | 2 / 7      | Estável |
|                         | Aliança Democrática     | 2 371  | 20,07 / 100,00  | 0,34 | 1 / 7      | Estável |
| Votos Inválidos         | Votos Inválidos         | 457    | 3,87 / 100,00   | 1,01 |            |         |
| Total                   | Total                   | 11 816 | 100,00 / 100,00 |      | 7 / 7      |         |
| Eleitorado/Participação | Eleitorado/Participação | 16 009 | 73,81 / 100,00  | 5,47 |            |         |

### Alpiarça
| Partido                 | Partido                   | Votos | %               | +/-  | Vereadores | +/-     |
| ----------------------- | ------------------------- | ----- | --------------- | ---- | ---------- | ------- |
|                         | Aliança Povo Unido        | 3 217 | 63,83 / 100,00  | 2,84 | 4 / 5      | Estável |
|                         | Partido Socialista        | 888   | 17,62 / 100,00  | 7,12 | 1 / 5      | 1       |
|                         | Aliança Democrática       | 604   | 11,98 / 100,00  | 4,84 | 0 / 5      | 1       |
|                         | União Democrática Popular | 516   | 2,22 / 100,00   | 1,56 | 0 / 5      | Estável |
| Votos Inválidos         | Votos Inválidos           | 219   | 4,34 / 100,00   | 2,12 |            |         |
| Total                   | Total                     | 5 040 | 100,00 / 100,00 |      | 5 / 5      |         |
| Eleitorado/Participação | Eleitorado/Participação   | 6 482 | 77,75 / 100,00  | 1,49 |            |         |

### Benavente
| Partido                 | Partido                   | Votos  | %               | +/-   | Vereadores | +/-     |
| ----------------------- | ------------------------- | ------ | --------------- | ----- | ---------- | ------- |
|                         | Aliança Povo Unido        | 5 692  | 62,92 / 100,00  | 10,70 | 5 / 7      | 1       |
|                         | Partido Socialista        | 1 532  | 16,93 / 100,00  | 5,03  | 1 / 7      | 1       |
|                         | Aliança Democrática       | 1 456  | 16,09 / 100,00  | 5,09  | 1 / 7      | Estável |
|                         | União Democrática Popular | 74     | 0,82 / 100,00   | 1,98  | 0 / 7      | Estável |
| Votos Inválidos         | Votos Inválidos           | 293    | 3,24 / 100,00   | 1,40  |            |         |
| Total                   | Total                     | 9 047  | 100,00 / 100,00 |       | 7 / 7      |         |
| Eleitorado/Participação | Eleitorado/Participação   | 12 287 | 73,63 / 100,00  | 0,53  |            |         |

### Cartaxo
| Partido                 | Partido                   | Votos  | %               | +/-   | Vereadores | +/-     |
| ----------------------- | ------------------------- | ------ | --------------- | ----- | ---------- | ------- |
|                         | Partido Socialista        | 7 071  | 58,96 / 100,00  | 10,07 | 5 / 7      | 1       |
|                         | Aliança Povo Unido        | 2 420  | 20,18 / 100,00  | 5,48  | 1 / 7      | 1       |
|                         | Aliança Democrática       | 1 976  | 16,48 / 100,00  | -     | 1 / 7      | -       |
|                         | União Democrática Popular | 159    | 1,33 / 100,00   | 0,82  | 0 / 7      | Estável |
| Votos Inválidos         | Votos Inválidos           | 367    | 3,06 / 100,00   | 0,06  |            |         |
| Total                   | Total                     | 11 993 | 100,00 / 100,00 |       | 7 / 7      |         |
| Eleitorado/Participação | Eleitorado/Participação   | 16 680 | 71,90 / 100,00  | 1,02  |            |         |

### Chamusca
| Partido                 | Partido                   | Votos  | %               | +/-   | Vereadores | +/- |
| ----------------------- | ------------------------- | ------ | --------------- | ----- | ---------- | --- |
|                         | Aliança Povo Unido        | 4 370  | 59,24 / 100,00  | 20,34 | 5 / 7      | 2   |
|                         | Partido Socialista        | 1 631  | 22,11 / 100,00  | 13,83 | 2 / 7      | 1   |
|                         | Partido Social Democrata  | 602    | 8,16 / 100,00   | -     | 0 / 7      | -   |
|                         | Centro Democrático Social | 472    | 6,40 / 100,00   | -     | 0 / 7      | -   |
| Votos Inválidos         | Votos Inválidos           | 302    | 4,09 / 100,00   | 0,92  |            |     |
| Total                   | Total                     | 7 377  | 100,00 / 100,00 |       | 7 / 7      |     |
| Eleitorado/Participação | Eleitorado/Participação   | 10 514 | 70,16 / 100,00  | 1,83  |            |     |

### Constância
| Partido                 | Partido                  | Votos | %               | +/-  | Vereadores | +/-     |
| ----------------------- | ------------------------ | ----- | --------------- | ---- | ---------- | ------- |
|                         | Partido Social Democrata | 849   | 41,41 / 100,00  | 6,51 | 2 / 5      | Estável |
|                         | Partido Socialista       | 603   | 29,41 / 100,00  | 6,59 | 2 / 5      | 1       |
|                         | Aliança Povo Unido       | 475   | 23,17 / 100,00  | 6,09 | 1 / 5      | Estável |
| Votos Inválidos         | Votos Inválidos          | 123   | 6,00 / 100,00   | 1,20 |            |         |
| Total                   | Total                    | 2 050 | 100,00 / 100,00 |      | 5 / 5      |         |
| Eleitorado/Participação | Eleitorado/Participação  | 3 013 | 68,04 / 100,00  | 1,90 |            |         |

### Coruche
| Partido                 | Partido                 | Votos  | %               | +/-  | Vereadores | +/-     |
| ----------------------- | ----------------------- | ------ | --------------- | ---- | ---------- | ------- |
|                         | Aliança Povo Unido      | 8 549  | 58,06 / 100,00  | 1,39 | 5 / 7      | Estável |
|                         | Aliança Democrática     | 2 887  | 19,61 / 100,00  | 6,82 | 1 / 7      | 1       |
|                         | Partido Socialista      | 2 626  | 17,83 / 100,00  | 6,42 | 1 / 7      | 1       |
| Votos Inválidos         | Votos Inválidos         | 667    | 4,50 / 100,00   | 1,78 |            |         |
| Total                   | Total                   | 14 725 | 100,00 / 100,00 |      | 7 / 7      |         |
| Eleitorado/Participação | Eleitorado/Participação | 20 498 | 71,84 / 100,00  | 6,75 |            |         |

### Entroncamento
| Partido                 | Partido                   | Votos | %               | +/-  | Vereadores | +/-     |
| ----------------------- | ------------------------- | ----- | --------------- | ---- | ---------- | ------- |
|                         | Partido Socialista        | 2 810 | 43,65 / 100,00  | 4,18 | 2 / 5      | 1       |
|                         | Aliança Democrática       | 1 952 | 30,32 / 100,00  | -    | 2 / 5      | -       |
|                         | Aliança Povo Unido        | 1 347 | 20,92 / 100,00  | 1,85 | 1 / 5      | Estável |
|                         | União Democrática Popular | 103   | 1,60 / 100,00   | 0,41 | 0 / 5      | Estável |
| Votos Inválidos         | Votos Inválidos           | 226   | 3,51 / 100,00   | 1,37 |            |         |
| Total                   | Total                     | 6 438 | 100,00 / 100,00 |      | 5 / 5      |         |
| Eleitorado/Participação | Eleitorado/Participação   | 9 022 | 71,36 / 100,00  | 0,61 |            |         |

### Ferreira do Zêzere
| Partido                 | Partido                 | Votos | %               | +/-   | Vereadores | +/-     |
| ----------------------- | ----------------------- | ----- | --------------- | ----- | ---------- | ------- |
|                         | Aliança Democrática     | 3 329 | 64,33 / 100,00  | 13,93 | 4 / 5      | 1       |
|                         | Partido Socialista      | 1 248 | 24,12 / 100,00  | 9,07  | 1 / 5      | 1       |
|                         | Aliança Povo Unido      | 226   | 4,37 / 100,00   | 0,82  | 0 / 5      | Estável |
| Votos Inválidos         | Votos Inválidos         | 372   | 7,19 / 100,00   | 4,05  |            |         |
| Total                   | Total                   | 5 175 | 100,00 / 100,00 |       | 5 / 5      |         |
| Eleitorado/Participação | Eleitorado/Participação | 8 988 | 57,58 / 100,00  | 6,18  |            |         |

### Golegã
| Partido                 | Partido                 | Votos | %               | +/-  | Vereadores | +/-     |
| ----------------------- | ----------------------- | ----- | --------------- | ---- | ---------- | ------- |
|                         | Partido Socialista      | 1 815 | 51,95 / 100,00  | 0,97 | 3 / 5      | Estável |
|                         | Aliança Povo Unido      | 1 454 | 41,61 / 100,00  | 0,67 | 2 / 5      | Estável |
| Votos Inválidos         | Votos Inválidos         | 225   | 6,44 / 100,00   | 1,64 |            |         |
| Total                   | Total                   | 3 494 | 100,00 / 100,00 |      | 5 / 5      |         |
| Eleitorado/Participação | Eleitorado/Participação | 4 528 | 77,16 / 100,00  | 0,82 |            |         |

### Mação
| Partido                 | Partido                 | Votos  | %               | +/-  | Vereadores | +/-     |
| ----------------------- | ----------------------- | ------ | --------------- | ---- | ---------- | ------- |
|                         | Aliança Democrática     | 4 304  | 64,74 / 100,00  | 4,20 | 5 / 7      | Estável |
|                         | Partido Socialista      | 1 583  | 23,81 / 100,00  | 6,24 | 2 / 7      | Estável |
|                         | Aliança Povo Unido      | 382    | 5,75 / 100,00   | 0,18 | 0 / 7      | Estável |
| Votos Inválidos         | Votos Inválidos         | 379    | 5,70 / 100,00   | 1,86 |            |         |
| Total                   | Total                   | 6 648  | 100,00 / 100,00 |      | 7 / 7      |         |
| Eleitorado/Participação | Eleitorado/Participação | 10 161 | 65,43 / 100,00  | 5,04 |            |         |

### Ourém
| Partido                 | Partido                   | Votos  | %               | +/-   | Vereadores | +/-     |
| ----------------------- | ------------------------- | ------ | --------------- | ----- | ---------- | ------- |
|                         | Centro Democrático Social | 7 788  | 40,76 / 100,00  | 16,14 | 3 / 7      | 1       |
|                         | Partido Social Democrata  | 7 485  | 39,17 / 100,00  | 10,35 | 3 / 7      | 1       |
|                         | Partido Socialista        | 2 467  | 12,91 / 100,00  | 3,83  | 1 / 7      | Estável |
|                         | Aliança Povo Unido        | 533    | 2,79 / 100,00   | 0,29  | 0 / 7      | Estável |
| Votos Inválidos         | Votos Inválidos           | 836    | 4,37 / 100,00   | 1,23  |            |         |
| Total                   | Total                     | 19 109 | 100,00 / 100,00 |       | 7 / 7      |         |
| Eleitorado/Participação | Eleitorado/Participação   | 30 137 | 63,41 / 100,00  | 7,72  |            |         |

### Rio Maior
| Partido                 | Partido                 | Votos  | %               | +/-   | Vereadores | +/-     |
| ----------------------- | ----------------------- | ------ | --------------- | ----- | ---------- | ------- |
|                         | Aliança Democrática     | 4 993  | 50,37 / 100,00  | 13,97 | 4 / 7      | 1       |
|                         | Partido Socialista      | 4 146  | 41,82 / 100,00  | 16,09 | 3 / 7      | 1       |
|                         | Aliança Povo Unido      | 401    | 4,05 / 100,00   | 1,38  | 0 / 7      | Estável |
| Votos Inválidos         | Votos Inválidos         | 373    | 3,77 / 100,00   | 1,72  |            |         |
| Total                   | Total                   | 9 913  | 100,00 / 100,00 |       | 7 / 7      |         |
| Eleitorado/Participação | Eleitorado/Participação | 15 578 | 63,63 / 100,00  | 7,98  |            |         |

### Salvaterra de Magos
| Partido                 | Partido                   | Votos  | %               | +/-  | Vereadores | +/- |
| ----------------------- | ------------------------- | ------ | --------------- | ---- | ---------- | --- |
|                         | Partido Socialista        | 3 886  | 43,67 / 100,00  | 2,42 | 3 / 7      | 1   |
|                         | Aliança Povo Unido        | 3 235  | 36,36 / 100,00  | 3,96 | 3 / 7      | 1   |
|                         | Aliança Democrática       | 1 272  | 14,30 / 100,00  | 4,25 | 1 / 7      | -   |
|                         | União Democrática Popular | 43     | 0,48 / 100,00   | -    | 0 / 7      | -   |
| Votos Inválidos         | Votos Inválidos           | 462    | 5,20 / 100,00   | 2,25 |            |     |
| Total                   | Total                     | 8 898  | 100,00 / 100,00 |      | 7 / 7      |     |
| Eleitorado/Participação | Eleitorado/Participação   | 12 864 | 69,17 / 100,00  | 0,74 |            |     |

### Santarém
| Partido                 | Partido                                | Votos  | %               | +/-  | Vereadores | +/-     |
| ----------------------- | -------------------------------------- | ------ | --------------- | ---- | ---------- | ------- |
|                         | Partido Socialista                     | 17 268 | 49,07 / 100,00  | 7,56 | 4 / 7      | 1       |
|                         | Aliança Democrática                    | 10 569 | 30,03 / 100,00  | 7,01 | 2 / 7      | 1       |
|                         | Aliança Povo Unido                     | 5 494  | 15,61 / 100,00  | 1,25 | 1 / 7      | Estável |
|                         | Partido Operário de Unidade Socialista | 395    | 1,12 / 100,00   | -    | 0 / 7      | -       |
|                         | PCTP/MRPP                              | 164    | 0,47 / 100,00   | 0,30 | 0 / 7      | Estável |
| Votos Inválidos         | Votos Inválidos                        | 1 304  | 3,70 / 100,00   | 1,29 |            |         |
| Total                   | Total                                  | 35 194 | 100,00 / 100,00 |      | 7 / 7      |         |
| Eleitorado/Participação | Eleitorado/Participação                | 49 947 | 70,46 / 100,00  | 2,86 |            |         |

### Sardoal
| Partido                 | Partido                 | Votos | %               | +/-  | Vereadores | +/-     |
| ----------------------- | ----------------------- | ----- | --------------- | ---- | ---------- | ------- |
|                         | Partido Socialista      | 1 815 | 63,42 / 100,00  | 1,17 | 4 / 5      | 1       |
|                         | Aliança Democrática     | 791   | 27,64 / 100,00  | 3,62 | 1 / 5      | 1       |
|                         | Aliança Povo Unido      | 76    | 2,66 / 100,00   | 0,92 | 0 / 5      | Estável |
| Votos Inválidos         | Votos Inválidos         | 180   | 6,29 / 100,00   | 1,54 |            |         |
| Total                   | Total                   | 2 862 | 100,00 / 100,00 |      | 5 / 5      |         |
| Eleitorado/Participação | Eleitorado/Participação | 3 893 | 73,52 / 100,00  | 6,84 |            |         |

### Tomar
| Partido                 | Partido                 | Votos  | %               | +/-  | Vereadores | +/-     |
| ----------------------- | ----------------------- | ------ | --------------- | ---- | ---------- | ------- |
|                         | Aliança Democrática     | 11 885 | 50,82 / 100,00  | 4,20 | 4 / 7      | 1       |
|                         | Partido Socialista      | 7 407  | 31,67 / 100,00  | 0,12 | 2 / 7      | Estável |
|                         | Aliança Povo Unido      | 2 873  | 12,28 / 100,00  | 4,17 | 1 / 7      | 1       |
| Votos Inválidos         | Votos Inválidos         | 1 223  | 5,23 / 100,00   | 2,69 |            |         |
| Total                   | Total                   | 23 388 | 100,00 / 100,00 |      | 7 / 7      |         |
| Eleitorado/Participação | Eleitorado/Participação | 35 396 | 66,08 / 100,00  | 3,58 |            |         |

### Torres Novas
| Partido                 | Partido                   | Votos  | %               | +/-  | Vereadores | +/-     |
| ----------------------- | ------------------------- | ------ | --------------- | ---- | ---------- | ------- |
|                         | Aliança Democrática       | 7 611  | 40,37 / 100,00  | 1,88 | 3 / 7      | Estável |
|                         | Partido Socialista        | 5 706  | 30,26 / 100,00  | 3,36 | 2 / 7      | Estável |
|                         | Aliança Povo Unido        | 4 344  | 23,04 / 100,00  | 0,72 | 2 / 7      | Estável |
|                         | União Democrática Popular | 352    | 1,87 / 100,00   | 0,32 | 0 / 7      | Estável |
| Votos Inválidos         | Votos Inválidos           | 841    | 4,46 / 100,00   | 1,50 |            |         |
| Total                   | Total                     | 18 854 | 100,00 / 100,00 |      | 7 / 7      |         |
| Eleitorado/Participação | Eleitorado/Participação   | 28 787 | 65,49 / 100,00  | 4,06 |            |         |

### Vila Nova da Barquinha
| Partido                 | Partido                 | Votos | %               | +/-   | Vereadores | +/-     |
| ----------------------- | ----------------------- | ----- | --------------- | ----- | ---------- | ------- |
|                         | Partido Socialista      | 1 822 | 42,24 / 100,00  | 3,48  | 3 / 5      | 1       |
|                         | Aliança Povo Unido      | 1 174 | 27,22 / 100,00  | 11,05 | 1 / 5      | Estável |
|                         | Aliança Democrática     | 1 156 | 26,80 / 100,00  | 8,48  | 1 / 5      | 1       |
| Votos Inválidos         | Votos Inválidos         | 161   | 3,84 / 100,00   | 1,01  |            |         |
| Total                   | Total                   | 4 313 | 100,00 / 100,00 |       | 5 / 5      |         |
| Eleitorado/Participação | Eleitorado/Participação | 5 960 | 72,37 / 100,00  | 2,40  |            |         |